# Giulio Zanninovich
Giulio Zanninovich (Padova, 1º ottobre 1905 – Padova, 13 gennaio 1972) è stato un calciatore italiano, di ruolo difensore.

## Carriera
Comincia nel Petrarca Padova per poi passare al Padova dove dal 1923 al 1931 disputa 104 partite segnando 13 gol. Nella stagione 1931-1932 gioca invece tre partite con la maglia del Vicenza.
Ha militato nella squadra del Padova che ha giocato nella prima edizione del campionato di Serie A.